# Локвата (Дъмбенска планина)
Вижте пояснителната страница за други значения на Локвата.
Локвата (на гръцки: Λίμνη Οκτάρα, Лимни Октара или Οχτάρα, Охтара) е малко планинско езеро в Дъмбенската планина (Мали Мади). 

## Описание
Субалпийското езеро е разположено на 1627 m надморска височина, на километър северозападно до връх Виняри (1713 m) от масива Костолата. Гръцкото име, което в превод означава Осмица, се дължи на формата на езерото. Най-голямата дълбочина на езерото е около метър и половина, а най-големият му размер не надвишава 25 – 30 m в зависимост от сезона.

## История
Край Локвата на 31 май 1903 година се води голямото сражение при Локвата и Виняри между чети на Вътрешната македоно-одринска революционна организация и османски войски, най-голямото сражение през предилинденския етап на българската освободителна борба и първото мащабно сражение от създаването на организацията.
На 29 юли 1903 година, по време на Илинденско-Преображенското въстание, четите на ВМОРО водят ново сражение при Локвата.